# Jefferson (Virgínia)
Jefferson é uma Região censo-designada localizada no estado norte-americano de Virginia, no Condado de Fairfax.

## Demografia
Segundo o censo norte-americano de 2000, a sua população era de 27.422 habitantes.

## Geografia
De acordo com o United States Census Bureau tem uma área de
13,2 km², dos quais 13,1 km² cobertos por terra e 0,1 km² cobertos por água.

## Localidades na vizinhança
O diagrama seguinte representa as localidades num raio de 4 km ao redor de Jefferson.